# Atelier de recherche et de création
Créé en 1964 au sein du Mobilier national, l'ARC a pour vocation de promouvoir le design français en meublant et décorant les lieux de pouvoir de la République française dans le cadre d'une politique de commande publique. Depuis 2025 il est inclus dans l'établissement public Manufactures nationales - Sèvres & Mobilier national.

## Origine
L'ARC - Atelier de Recherche et de Création - est créé par le ministre André Malraux et l'administrateur Jean Coural en 1964. Il est officiellement chargé de la "réalisation de meubles et d'ensembles mobiliers d'après des dessins et modèles de concepteurs contemporains". Il est soutenu personnellement par le président Georges Pompidou.

## Fonctionnement
Une commission d'acquisition de 12 membres sélectionne des designers ou architectes d'intérieur puis leur propose de créer un projet spécifique à partir du cahier des charges élaboré par le Mobilier national.  Il peut s'agir d'une commande pour un site prédéfini (comme les ensembles réalisés par Andrée Putman pour le nouveau ministère des finances de Bercy) ou d'une création qui va rejoindre le fonds du Mobilier National et sera éventuellement choisie pour orner un palais de la République (ministère, préfecture, ambassade de France à l'étranger...).
Chaque création est une pièce unique, ou est créée en série limitée. Par exemple en l'an 2000, Christophe Pillet dessine le nouveau fauteuil présidentiel ainsi qu'une cinquantaine de chaises assorties pour la tribune du défilé du 14 juillet. En une cinquantaine d'années, 600 prototypes environ ont été conçus par une centaine de créateurs, soit une dizaine chaque année.
L'ARC utilise des technologies nouvelles et des matériaux divers et variés, comme la fibre de lin imprégnée de carbone utilisée par Noé Duchaufour-Lawrance  pour un bureau.
L'un des designers qui a le plus collaboré avec l'ARC est Pierre Paulin, qui a entre autres redécoré trois pièces du rez-de-chaussée de l'Élysée pour Georges Pompidou en 1969, puis réalisé le mobilier de bureau du président François Mitterrand en 1983.
Le chef d'atelier actuel est Jérôme Bescond.

## Exemples de créations de l'ARC
Neptune, Yves Millecamps, sculpture tournante en acier inoxydable poli miroir et satiné, bois peint, moteur synchrone, 1969, 2,90 x 1,20 x 0,80 m. Réalisation Atelier de Recherche et de Création (ARC) du Mobilier National, Paris (actuellement au  Musée Jean-Lurçat et de la Tapisserie contemporaine d'Angers).

## Expositions récentes
L'ARC est mis en lumière lors de fréquentes expositions. En voici les principales :
- 1984 : Paris, Centre Georges-Pompidou, Mobilier National 20 ans de création (catalogue)

- 2001 : Beauvais, Galerie nationale de la Tapisserie, L’Atelier de Recherche et de Création du Mobilier national. Plaidoyer pour le mobilier contemporain, 2001 (catalogue)

- 2004 : Paris, Palais de la Porte dorée - Saint-Étienne, musée d’art et d’industrie, Mobilier national, 1964-2004, 40 ans de création, 2004 (catalogue)
- 2007 : Paris, Galerie des Gobelins, Collections du Mobilier national. 1997-2007. Dix années de création Tapisseries, tapis, mobilier (catalogue)

- 2008 : Paris, Galerie des Gobelins, Pierre Paulin, le design au pouvoir[6] (catalogue)
- 2011 : Versailles, château (cat. Le château de Versailles raconte le Mobilier national. Créations contemporaines. L’Objet d’art Hors série, n° 58, Faton)
- 2014 : Paris, Galerie des Gobelins, A tables avec le mobilier national ! -  un demi-siècle d’existence de l’Atelier de Recherche et de Création [7] (catalogue dans la revue Intramuros)
- 2015 : Paris, Galerie des Gobelins, L'Esprit et la main, héritage et savoir-faire du mobilier national (catalogue)
- 2017 : Paris, Galerie des Gobelins, Sièges en société, du Roi soleil à Marianne[8] (catalogue)